# Cryolophosaurus
Cryolophosaurus ("Frusen kam-ödla") var en köttätande dinosaurie som levde i Antarktis under tidsperioden jura, för cirka 190–185 miljoner år sedan. Då var Antarktis inte täckt av is utan av lummiga djungler. På den här tiden var Antarktis den enda landmassan som hade årstider, så när vintern kom och det blev kallare verkar Cryolophosaurierna ha gått i ide som dagens däggdjur gör. Cryolophosaurus jagade andra, mindre dinosaurier i de Antarktiska djunglerna.

## Beskrivning
Cryolophosaurus var en typisk köttätande dinosaurie på flera sätt. Den gick på sina kraftiga bakben, och hade en lång, kraftig svans för att balansera upp skallen och kroppen. Cryolophosaurus blev omkring 6–8 meter lång från nos till svans. Förmodligen vägde den omkring 2–3 ton.

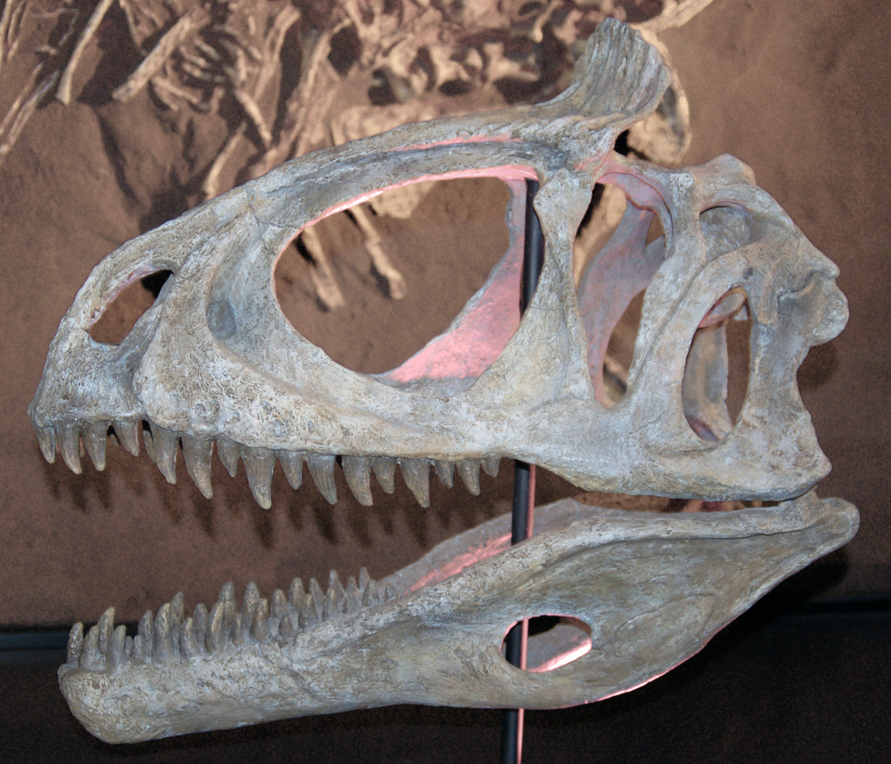
En äldre rekonstruktion av Cryolophosaurus skalle.

Cryolophosaurus hade de stora köttätande theropodernas rejäla skalle. Denna var ganska smal, men profilen var relativt kort. Munnen var fylld av vassa tänder som kunde slita i kött. Det som är mest känt hos Cryolophosaurus skalle är dock troligen kammen på huvudet. Den gick tvärsöver skallen, från öga till öga, och hade märkliga fåror som gjorde att den liknade en hjärtmussla. Den här kammen kan ha varit till för uppvisning, kanske mellan hannar. Innan Cryolophosaurus fick sitt vetenskapliga namn kallades den ”Elvissaurus”, eftersom man tyckte kammen liknade frisyren hos Elvis Presley.

## Upptäckt
Cryolophosaurus påträffades första gången 1991 vid Mount Kirkpatrick i bergskedjan Queen Alexandra Range. Där arbetade två team med att gräva efter fossil, det ena teamet under ledning av William R. Hammer från Augustana College och det andra teamet leddes av geologen David Elliot från Ohio State University. De båda teamen grävde på separata platser, men delade finansiering. David Elliot kom först över fossil från Cryolophosaurus i en bergformation på en höjden på ungefär 4 000 meter. Vid upptäckten meddelade teamet William Hammer som fortsatte utgrävningen och fann över 100 fossila ben, bland annat dem från Cryolophosaurus. Det kunde konstateras att fossilen härrörde till Jura och att det rörde sig om den första theropoden som påträffats i Antarktis. 2003 återvände ett team och samlade in mer material från upptäcktsplatsen.
Arten beskrevs och namngavs formellt 1994 av Hammer och Hickerson i tidskriften Science, vilket också innebar att trots att Cryolophosaurus upptäcktes efter Antarctopelta oliveroi så namngavs den tidigare. Artepitet i det vetenskapliga namnet hedrar David Elliot.